# Vanylven

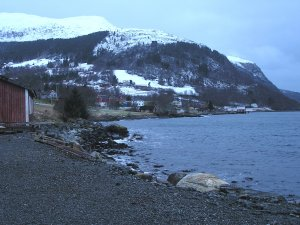
Vanylven (Sørbrandal), Blick Richtung Åram

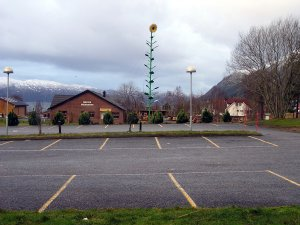
Vanylven (Fiskå), stählerne Sonnenblume

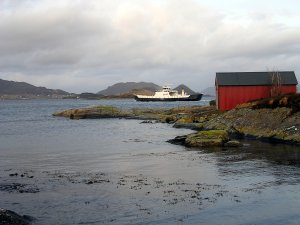
Vanylven (Åram); die Fähre hat Kurs auf Kvamsøya genommen

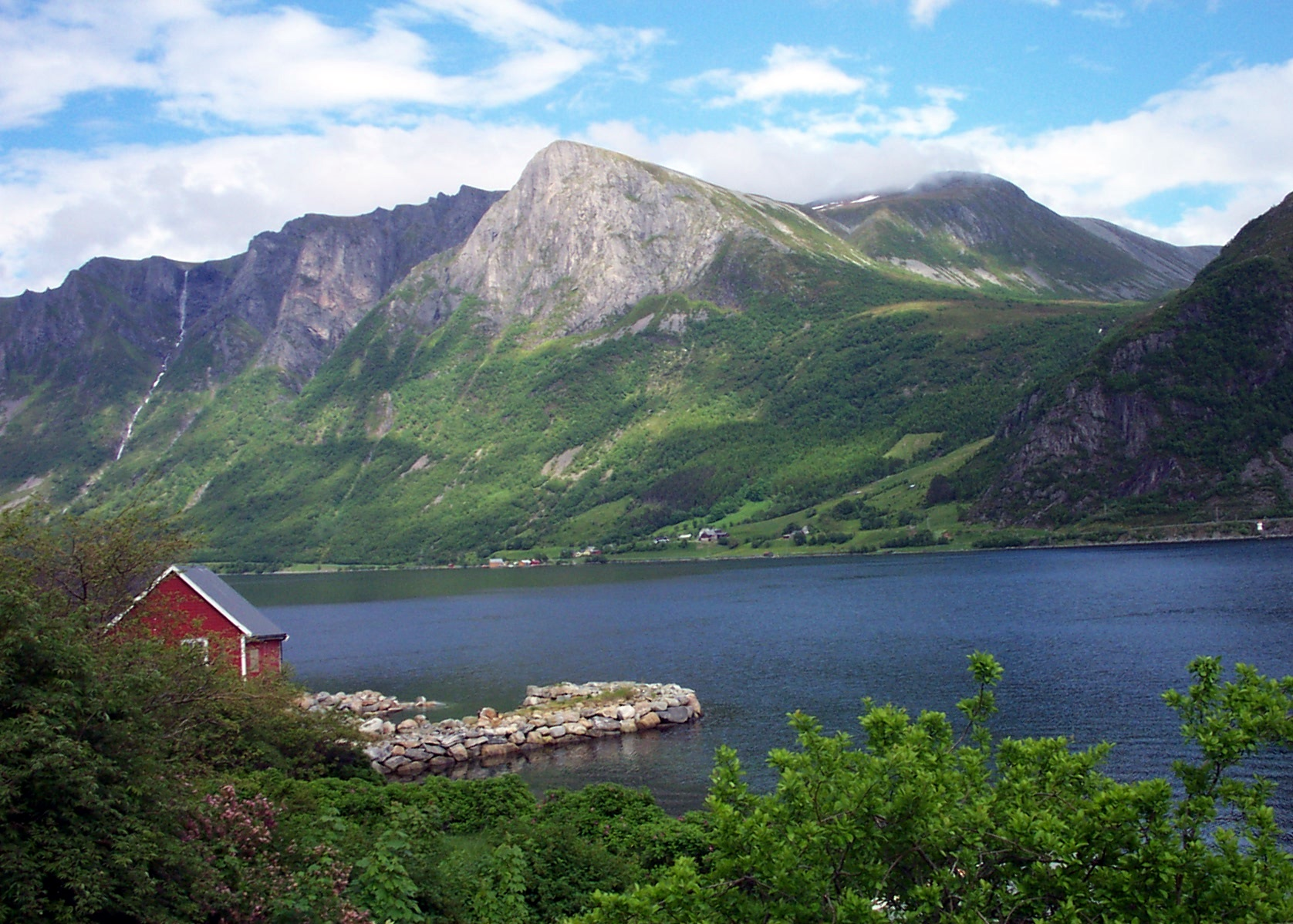
The Syvdefjord, Blick von Eidså

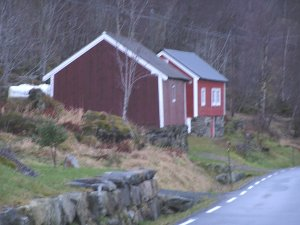
Das Haus hinten ist das der Familie Hauge, deren Söhne Ole und Knut Ende 1905 bei dem Versuch, auf dem Schulweg den hochwasserführenden Brandalselv zu überqueren, umkamen. Das Haus wurde später erweitert, während die davor stehende Scheune nach wie vor im Originalzustand ist

Vanylven ist eine Kommune (Gemeinde) im südlichen Teil des Fylkes Møre og Romsdal, Norwegen.

## Lage und Bevölkerung
Die Kommune liegt am südwestlichen Rand von Sunnmøre. Vanylven umfasst nach einer Gemeindereform im Jahre 2001 in welcher der damalige südliche und auf dem Festland gelegene Teil der Gemeinde Sande nach Vanylven eingegliedert wurde, 383 km² und hatte am 1. Januar 2005 3.693 Einwohner. 
Mit 9,6 Einwohnern pro km² ist die Bevölkerungsdichte deutlich geringer als in Møre og Romsdal (16,2) oder Gesamtnorwegen (14,1). Es leben auch lediglich 22 % der Einwohner in dicht besiedelten Gebieten (Møre og Romsdal 67 %, Gesamtnorwegen 77 %) – alle Angaben für 2003. Abgesehen von Åheim, Fiskå (Fiskåbygd), dem Verwaltungszentrum der Gemeinde, sowie Syvde finden sich keine Ansiedlungen, die den Charakter einer geschlossenen Ortschaft aufweisen; die Bevölkerung wohnt überwiegend verstreut an den Küstenstreifen.

## Geographie und Klima
Vanylven ist als Küstengemeinde durch ihre Nähe zur offenen See gekennzeichnet, die sich insbesondere in Hakallestranda zeigt. Sie wird auf zwei Seiten von Fjorden begrenzt, von denen die wichtigsten der Vanylvsfjord, der Syltefjord, der Rovdefjord und der Syvdsfjorden sind. Der Vanylvsfjord stellt zugleich die Grenze zum Fylke Sogn og Fjordane dar; das gegenüberliegende Ufer ist das Nordostufer der unter Seefahrern seit Jahrhunderten berüchtigten Halbinsel Stadlandet (auch Stad, Stattland und andere Schreibweisen); dabei stellt sich die Landschaft als ausgesprochen gebirgig und zerklüftet dar.
Diese Lage hat Auswirkungen auf die klimatischen Gegebenheiten: Zwar kann generell von maritimen Verhältnissen ausgegangen werden, so dass mit milden Wintern und eher kühleren Sommern zu rechnen ist, andererseits können die Wetterverhältnisse innerhalb der Gemeinde selbst auf kurze Entfernungen dramatisch variieren. Auch erhebliche Temperaturunterschiede zwischen der unmittelbaren Küstenregion und den weiter im Landesinneren gelegenen Gegenden sind durchaus üblich. Man kann erleben, wie es in Syvde nahezu windstill ist, während es ab Fiskå zunehmend windiger wird, bis es in Hakallestranda mit voller Sturmstärke weht. Im Januar 2005 zeigte das Thermometer in Hakallestranda morgens −3,5 Grad an, während in Syvde zur selben Zeit −10 Grad gemessen wurden. Hakallestranda ist der am meisten exponierte Weiler der Gemeinde, weil in westlicher Richtung der Schutz durch Stadlandet fehlt. Hier mündet der Vanylvsfjord in die offene See, so dass Stürme aus dieser Richtung gefürchtet sind. Die statistisch am häufigsten vorherrschenden Windrichtungen sind allerdings Südwest und Nordost, wobei Stadlandet im Südwesten und die umgebenden Berge im Nordosten für einen gewissen Schutz sorgen.

## Geschichte

### Frühe Geschichte
Spuren deuten darauf hin, dass Vanylven – zumindest Hakallestranda – bereits während der Steinzeit besiedelt war. 

### Begebenheiten vor dem Zweiten Weltkrieg
- 1680: Die mitteleuropäische Hexenverfolgung trifft Ingebrigt Størkerson, einen Mann, der durch die Gegend zieht und seinen Lebensunterhalt durch Bettelei bestreitet. Ihm und Marit Johannesdotter Løset aus Syvde wird Hexen- und Zauberwerk nachgesagt. Es melden sich dafür Zeugen und die Angeklagten legen ein Geständnis. Beide werden gemeinsam Ende 1680 verbrannt, wobei die Richtstätte vermutlich Rovdeskjeret ist, ein kleiner Holm vor Rovde.
- 1702: Anne Olsdotter Humborstad (auch: Olsdatter Homborstad) aus Tunem wird auf Galgeholmen (Galiholmen) wegen Kindstötung mit dem Schwert hingerichtet.
- um 1760: Hans Strøm gibt seine berühmte Beschreibung von Sunnmøre heraus – Psykisk og oeconomisk beskrivelse over fogderiet Søndmør beliggende i Bergen stift i Norge. Unter anderem befasst er sich mit der Herkunft des Namens Hakallestranda und schreibt dazu, Hakatle-Stranden erstrecke sich „omtrent 1 Miil længde fra Hundsnæss ved Vanelvsfjordens Aabning og hen til Gaarden Aaram – ungefähr eine Meile von Hundsnes an der Mündung von Vanylvsfjorden bis zum Hof Åram“. Hier irrt Strøm allerdings und verwechselt wohl Hundsnes mit Flugevågnes, denn nur letzteres liegt an der Mündung des Fjords und ist etwa eine Meile (eine norwegische Meile = 10 km) von Åram entfernt. Zum Namen selbst vermutet Strøm: „Da det Navn Hakatle er et gammelt og endnu ikke ganske ubrukeligt Quinde-Navn hos os, saa kan man ikke vel tvivle paa, at jo denne Strand bærer Navn af en Quinde, som her i ældre Tider maae have boet under Navn af Hakatle. – Da der Name Hakatle ein alter und noch nicht ungebräuchlicher Frauenname bei uns ist, kann man wohl nicht daran zweifeln, dass dieser Strand den Namen einer Frau trägt, die hier in alten Zeiten unter dem Namen Hakatle gewohnt hat“. Gleichwohl ist die Herkunft des Ortsnamens umstritten – es wird auch die Ansicht vertreten, er stamme vom Berg Håkallen, der mit seinen 606 m über Hakallestranda emporragt.
- 1905: Kurz nach Weihnachten kommen Ola (10) und Knut (je nach Quelle zwischen 9 und 11 Jahre) Hauge von Krabbesti bei dem Versuch um, den hochwasserführenden Brandalselv auf dem Weg zur Schule zu überqueren. Ola wird neun Wochen später bei Flåvær gefunden; Knut bleibt spurlos verschwunden. Die Mutter der beiden, Oluffa Hauge widmet diesem Unglück zwei Gedichte.
- 1920: In einem plötzlich aufkommenden Sturm im März verlieren acht Fischer aus Ervik auf Stadlandet in Landnähe ihr Leben. Dieses Ereignis ist nach wie vor als Ervik-ulykka bekannt.
- 1924: der gebürtige Deutsche Friedrich Wilhelm Prasse (* 21. Februar 1852 in Westfalen) stirbt auf Hjelmeset(h). Er verdiente seinen Lebensunterhalt damit, dass er mit einem von einem Hund gezogenen Karren (was ihm den Beinamen hundemannen – der Hundemann einbringt) herumfuhr und Marketenderwarenverkaufte (Nähzeug, Spiegel, Kämme, Papier und Bleistifte). Einem Gerücht nach war er ursprünglich preußischer Offizier, welcher dem Militär den Rücken kehrte, um ein ruhiges, friedliches Leben in der Abgeschiedenheit Norwegens zu führen. Auf seinen Verkaufsfahrten kam er immer wieder durch Vanylven. Seine letzte Ruhestätte fand er auf dem Friedhof von Flusund in der Gemeinde Herøy.
- 1937: Bei dem Versuch, Heide abzubrennen, gerät im Januar das Feuer außer Kontrolle. Schnell steht das gesamte Gelände zwischen Åram, Lidane und Hakallestranda sowie Sandvikdalen selbst in Flammen. Am nächsten Tag konnte der Brand gelöscht werden; Menschenleben waren nicht zu beklagen, doch sind auch später noch verkohlte Baumstümpfe zu sehen.

### Zweiter Weltkrieg
Im Frühjahr 1941 besetzten während des Zweiten Weltkriegs deutsche Truppen Åram. Das Schulgebäude wurde requiriert, in vielen Privathäusern quartierten sich deutsche Soldaten ein. Es wurden umfangreiche Befestigungsarbeiten durchgeführt, schwere Seezielbatterien und Maschinengewehrstellungen, Bunker und Laufgräben wurden. Vanylven stellte einen strategisch wichtigen Punkt an der norwegischen Küste dar: Åramsundet und Haugsfjorden eigneten sich als Ankerplatz für Einzelfahrer oder Konvois, bevor diese versuchten, im Schutze der Nacht die offene See um Stadlandet herum zu befahren. 
In den Jahren 1943 bis 1945 beschoss die deutsche Wehrmacht mit diesen Anlagen zu mehreren Gelegenheiten vorbeifliegende feindliche Flugzeuge. Im September 1943 wurde vor Stadlandet das Hurtigrutenschiff Sanct Svithun von alliierten Flugzeugen angegriffen. Das Schiff geriet in Brand, lief auf Grund und dank. Einwohner von Ervik bargen die Überlebenden. Die genaue Zahl der Opfer ist nicht bekannt.

### Nachkriegszeit
- 1956: Das in Sørfold in Nordland beheimatete Fischereifahrzeug Brenning (N-4-SF) kentert im März auf der Heimreise, von Måløy kommend, in der Nähe von Vossa, einem Unterwasserfelsen vor Buholmen. Ein Mann kann sich aus eigener Kraft aus dem kieloben treibenden Wrack befreien, die restlichen 19 Besatzungsmitglieder kommen um.
- 1970: In Ervik wird eine Kapelle zum Gedenken an die Versenkung der Sanct Svithun eingeweiht. Als Kirchenglocke dient die Schiffsglocke des Unglücksschiffes
- 1972': 84,7 % der stimmberechtigten Einwohner Vanylvens sprechen sich gegen eine Mitgliedschaft Norwegens in der EU aus (Møre og Romsdal: 70,8 %, Gesamtnorwegen: 53,5 %).
- 1994: 74,4 % der stimmberechtigten Einwohner Vanylvens sprechen sich gegen eine Mitgliedschaft Norwegens in der EU aus (Møre og Romsdal: 61,6 %, Gesamtnorwegen: 52,2 %).
- 2002: Der auf dem Festland gelegene südliche Teil der Gemeinde Sande wird Vanylven zugeordnet.

## Wirtschaft
Bis gegen Ende der 1960er Jahre wurde die Wirtschaft von der Fischerei dominiert, namentlich der Heringsfischerei. Wirtschaftlicher Mittelpunkt der Gegend war Haugsholmen – ein Archipel aus mehreren kleineren und größeren Inseln und Holme. Auf Haugsholmen selbst befanden sich eine Heringsölfabrik sowie Unterkunftsmöglichkeiten für Fischer, auf Storholmen gab es einen florierenden Handel. Mit dem Ausbleiben der Heringsschwärme wurde dieser Erwerbszweig aufgegeben. 
Größter Arbeitgeber wurde AS Olivin in Åheim, Betreiberin eines Olivin-Tagebaus in Gusdalen. Zweitgrößter Betrieb ist eine Niederlassung von Ulstein Mekaniske Verksted auf Fiskåholmen.

## Verkehr

### Straßennetz
Hauptverkehrsadern in Vanylven sind die Reichsstraßen (riksvegar) 61 und 652. Rv 61 beginnt in Maurstad und zweigt dort von Rv 15, der bedeutenden West-Ost-Verbindung zwischen Måløy und Otta, ab, um über Larsnes, Ulsteinvik und Hareid nach Ålesund zu führen, während Rv 652 in Eidså ihren Ausgangspunkt hat. Sie stellt die Verbindung über Syvde nach Volda dar. Ansonsten besteht das nicht sehr umfangreiche Straßennetz aus fylkes- und kommunevegar, also dem, was im Deutschen als Landes- bzw. Gemeindestraßen bezeichnet wird. Hinzu kommen etliche Privatwege, die teils gegen Gebühr (bomveg), teils auf eigene Gefahr und ohne Zahlung eines Geldbetrages befahren werden dürfen.

### Eisenbahn
Die nächstgelegenen Bahnstationen sind Otta (298 km – 04:40 h) und Åndalsnes (192 km – 03:55 h). Die lange Fahrzeit nach Åndalsnes ergibt sich durch die beiden Fährstrecken Koparnes – Årvik und Hareid – Sulesund.

### Schiffsverkehr
Die nächstgelegene Anlaufstelle von Hurtigruten ist Måløy, etwa eine Autostunde von Vanylven entfernt und über Rv 61 und Rv 15 zu erreichen. Von Måløy aus besteht auch eine Schnellbootverbindung nach Bergen. Darüber hinaus gibt es zwei Fährverbindungen, die von Fjord1 – MRF bedient werden: Zum einen zwischen Koparnes und Årvik, zum anderen zwischen Åram und Larsnes/Voksa/Kvamsøya.

### Luftverkehr
Der nächste Flugplatz ist Ørsta/Volda (HOV), einer der zahlreichen kleineren Landeplätze in Norwegen (norw.: kortbaneflyplassar – etwa Flugplätze mit kurzer Landebahn). Diese werden von kleineren Propellermaschinen angeflogen. Wer es vorzieht, mit einer größeren Verkehrsmaschine zu fliegen, kommt nicht umhin, sich auf die Insel Vigra zu begeben, wo sich der Flughafen der Stadt Ålesund (AES) befindet.

### Öffentliche Verkehrsmittel
Das öffentliche Verkehrsnetz besteht, abgesehen von den Fährverbindungen, aus einigen Buslinien, die teilweise für die lokale Beförderung zuständig sind, teilweise aber auch längere Strecken bedienen und Vanylven lediglich berühren. Im Einzelnen sind dies folgende Routen:
- Maurstad – Syvde (lokal),
- Måløy – Ålesund,
- Åheim – Hareid (lokal),
- Åheim – Lauvstad - <Volda> (lokal),
- Åheim – Sundal (lokal),
- Åram – Fiskå – Syvde (lokal) sowie
- Åram – Koparnes – Syvde (lokal).

Für Linienbusse sind etwa vier Abfahrten pro Tag auf vielen Routen die Regel, an Samstagen und Sonntagen findet ein sehr eingeschränkter Verkehr statt.

## Tourismus
Der Tourismus in der Gemeinde ist sehr von Angelurlaubern geprägt. Da die Gemeinde sehr weitläufig ist, fallen diese jedoch kaum auf.  
In der  Gemeinde verteilt gibt es Ferienhausanbieter wie Rovde-Fjordferien oder die Troll Fjordhytter. Diese Anbieter haben sich auf Angler eingestellt. Die Angelmöglichkeiten sind durchweg sehr gut.  
Im Ortsteil Fiskå gibt es das „Moens Motell“. Im Ortsteil Syvdenes den Hofladen Tunnknyten mit einer kleinen angeschlossenen Pension. 
Der Rovdefjord ist beliebt bei Anglern und Wassersportlern. Insbesondere Surfen und Jetski erfreuen sich immer größerer Beliebtheit.  
Taucher können dem Wracktauchen nachgehen. In Åramsundet liegen als Überbleibsel des Zweiten Weltkrieges die Überreste der Felix Scheder und der Hans Leonhardt (in norwegischen Quellen überwiegend „Hans Leonard“), beide durch Luftangriffe versenkt. Das dritte Wrack, die D/S Nobel, hingegen beruht auf einer Kollision[1]. 
Wintersport wird im Øvreberg skisenter betrieben. Im Sommer bieten sich Wandertouren auf den Bergen an und Radtouren an.
In der Gemeinde verteilt gibt es Wohnmobilstellplätze. Der einzige Campingplatz ist im Ortsteil Rovde (Rovdefjord-Camping). Der Campingplatz liegt direkt am Wasser, hat eine Ver- und Entsorgung für Camper und bietet zudem einen Bootsverleih. Camper können dort am Wasser stehen und Boote mieten. Reine Wohmobilstellplätze ohne Serviceangebote finden sich zudem in Fiskå und Syvde. 